# Ronde van Lombardije 2003
De Ronde van Lombardije 2003 was de 97e editie van deze eendaagse Italiaanse wielerwedstrijd, en werd verreden op zaterdag 18 oktober 2003. Het parcours leidde van Como naar Bergamo en ging over een afstand van 249 kilometer. Michele Bartoli won vóór zijn landgenoot Angelo Lopeboselli in een gemiddelde snelheid van 38,184 kilometer per uur. Van de 191 gestarte renners kwamen er 77 over de eindstreep. De Ronde van Lombardije was de tiende en laatste race in strijd om de wereldbeker 2003. Die ging voor de tweede keer op rij naar Paolo Bettini. 

## Uitslag
| Ronde van Lombardije 2003 |                     |                        |          |
| Plaats                    | Naam                | Ploeg                  | Tijd     |
| Winnaar                   | Michele Bartoli     | Fassa Bortolo          | 6u29'41" |
| 2                         | Angelo Lopeboselli  | Cofidis                | + 2"     |
| 3                         | Dario Frigo         | Fassa Bortolo          | + 1' 35" |
| 4                         | Beat Zberg          | Rabobank               | + 1' 47" |
| 5                         | Miguel Ángel Martín | Domina Vacanze-Elitron | z.t.     |
| 6                         | Cédric Vasseur      | Cofidis                | z.t.     |
| 7                         | Serhij Hontsjar     | De Nardi-Colpack       | z.t.     |
| 8                         | Patrik Sinkewitz    | Quick.Step-Davitamon   | z.t.     |
| 9                         | Guido Trentin       | Cofidis                | z.t.     |
| 10                        | Michael Boogerd     | Rabobank               | z.t.     |
|                           |                     |                        |          |
| 28                        | Mario Aerts         | Team Telekom           | + 3' 12" |

1905 · 1906 · 1907 · 1908 · 1909 · 1910 · 1911 · 1912 · 1913 · 1914 · 1915 · 1916 · 1917 · 1918 · 1919 · 1920 · 1921 · 1922 · 1923 · 1924 · 1925 · 1926 · 1927 · 1928 · 1929 · 1930 · 1931 · 1932 · 1933 · 1934 · 1935 · 1936 · 1937 · 1938 · 1939 · 1940 · 1941 · 1942 · 1943 · 1944 · 1945 · 1946 · 1947 · 1948 · 1949 · 1950 · 1951 · 1952 · 1953 · 1954 · 1955 · 1956 · 1957 · 1958 · 1959 · 1960 · 1961 · 1962 · 1963 · 1964 · 1965 · 1966 · 1967 · 1968 · 1969 · 1970 · 1971 · 1972 · 1973 · 1974 · 1975 · 1976 · 1977 · 1978 · 1979 · 1980 · 1981 · 1982 · 1983 · 1984 · 1985 · 1986 · 1987 · 1988 · 1989 · 1990 · 1991 · 1992 · 1993 · 1994 · 1995 · 1996 · 1997 · 1998 · 1999 · 2000 · 2001 · 2002 · 2003 · 2004 · 2005 · 2006 · 2007 · 2008 · 2009 · 2010 · 2011 · 2012 · 2013 · 2014 · 2015 · 2016 · 2017 · 2018 · 2019 · 2020 · 2021 · 2022 · 2023 · 2024 · 2025